# Uvinskij rajon
L'Uvinskij rajon (in russo Увинский район?, in lingua udmurta Ува ёрос) è un municipal'nyj rajon della Repubblica Autonoma dell'Udmurtia, in Russia. Istituito il 23 gennaio 1935, occupa una superficie di 2 445,37 chilometri quadrati, ha come capoluogo il villaggio di Uva e una popolazione di 34 627 abitanti. Il distretto è suddiviso in 17 comuni rurali.